# Warta
För andra betydelser, se Warta (olika betydelser).
Warta (tyska Warthe) är en flod i västra Polen. Den är 808 km km lång, vilket gör den till landets tredje längsta vattendrag. Dess avrinningsområde är 54 529 km².
Warta har sin källa i staden Zawiercie i Schlesiens vojvodskap. Den passerar bland annat städerna Częstochowa, Konin, Poznań och Gorzów Wielkopolski innan den mynnar i Oder vid Kostrzyn nad Odrą.
Bland de större bifloderna märks Noteć och Obra.